# Simocetus rayi
A Simocetus rayi az emlősök (Mammalia) osztályának párosujjú patások (Artiodactyla) rendjébe, ezen belül a fosszilis Simocetidae családjába tartozó faj.
Családjának és nemének eddig az egyetlen felfedezett faja.

## Tudnivalók
A Simocetus rayi a bazális, azaz a kezdetleges fogascetek egyik képviselője, amely a kora oligocén korszakban élt, körülbelül 32 millió évvel ezelőtt. Az egész faj csak egy koponya alapján ismert, amelyet 1977-ben Douglas Emlong amatőr fosszília vadász talált meg Oregonban, a Yaquina folyó partján; azonban leírására, megnevezésére és besorolására csak 2002-ben került sor; ezt a munkát az új-zélandi Ewan Fordyce paleontológus végezte.

## Fordítás
- Ez a szócikk részben vagy egészben  a   Simocetus című angol Wikipédia-szócikk ezen változatának fordításán alapul.  Az eredeti cikk szerkesztőit annak laptörténete sorolja fel. Ez a jelzés csupán a megfogalmazás eredetét és a szerzői jogokat jelzi, nem szolgál a cikkben szereplő információk forrásmegjelöléseként.